# Songnim
Songnim (kor. 송림) ist eine Hafenstadt in Nordkorea mit 128.831 Einwohnern. Sie befindet sich in der Provinz Hwanghae-pukto am Fluss Taedong und ist ein Zentrum der Stahlindustrie.

## Geschichte
Bis 1910 hieß der Ort Solme (솔메) und war ein armes Dorf.

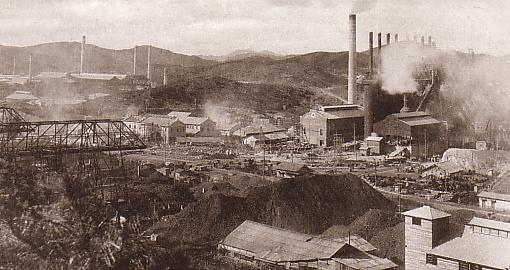
Blick auf das Mitsubishi-Eisenwerk in Kenjiho während der japanischen Kolonialzeit (Aufnahme vor 1945)

Von 1910 bis 1945 war Korea eine Kolonie Japans. In dieser Zeit trug der Ort den Namen Kenjiho (jap. 兼二浦; 겸이포, Kyŏmip'o). 1916 erfolgte die Gründung einer Eisengießerei. Durch die sich entwickelnde Stahlindustrie wuchs Kenjiho schnell zur Stadt heran.
1947 benannte sich der Ort in seinen heutigen Namen um.
Während des Koreakriegs wurde Songnim durch Bombenangriffe komplett zerstört.